# Oberpfalzbahn

Logo der Oberpfalzbahn

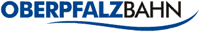
Ehemaliges Logo der Oberpfalzbahn, Schriftzug, darunter eine Welle

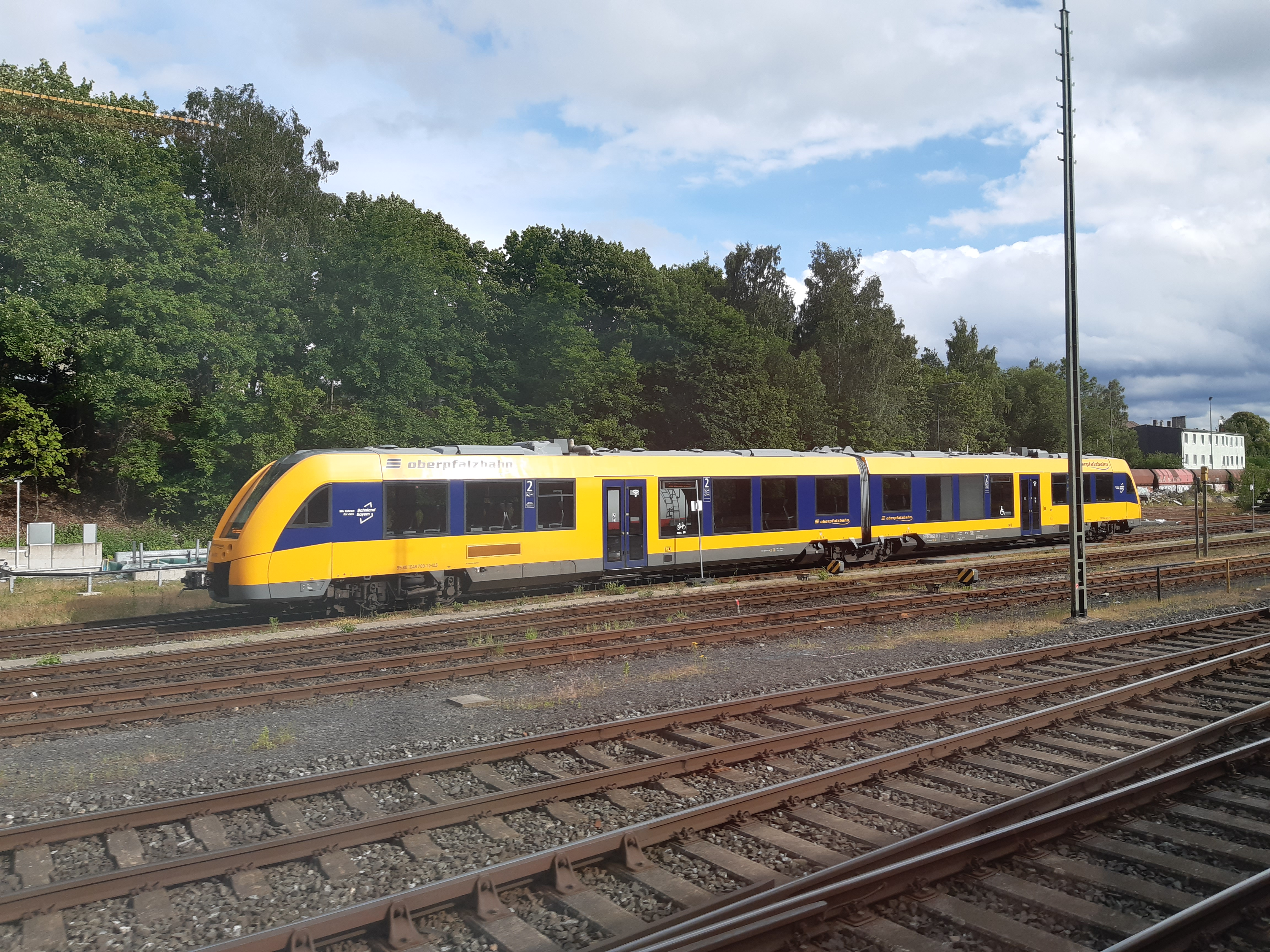
Triebzug der Oberpfalzbahn

Die Oberpfalzbahn ist eine Marke der Länderbahn im Konzern der Regentalbahn. Sie führt den Eisenbahnregionalverkehr rund um Cham und im dortigen Grenzgebiet auf insgesamt drei Linien durch. Darüber hinaus betreibt sie von Marktredwitz nach Regensburg eine Linie. Die grenzüberschreitende Linie von Marktredwitz nach Hof über das tschechische Cheb verlor die Marke an die Agilis.

## Beschreibung
Im Sommer 2001 nahm die neue Gesellschaft den Betrieb mit elf Triebwagen des Typs Stadler Regio-Shuttle RS1 auf, die in einer auffälligen Lackierung mit den Farben gelb und grün unterwegs sind. Das Corporate Design, eine Invertierung der Schwestermarke Waldbahn, wurde vom Unternehmen Tricon AG entwickelt.

## Liniennetz
Die Oberpfalzbahn fährt auf den Strecken Schwandorf–Furth im Wald, welche seit dem Fahrplanwechsel 2015/2016 weiter bis ins tschechische Domažlice (Taus) verkehrt (OPB3), Cham–Bad Kötzting und Bad Kötzting–Lam (OPB4) und Cham–Waldmünchen (OPB5).
Seit dem Fahrplanwechsel im Dezember 2014 ist die Oberpfalzbahn auch auf den Linien Regensburg–Marktredwitz (OPB1) und Marktredwitz–Cheb (OPB2) unterwegs. Die Linie OPB 2 wurde zum Fahrplanwechsel 2015/2016 weiter bis nach Hof Hbf über Aš (Asch) und Selb-Plößberg verlängert, wo Anschluss in Richtung Selb Stadt besteht. Dabei wird die Bahnstrecke Hof Hbf–Aš–Cheb von der Oberpfalzbahn im Zweistundentakt bedient, wobei die Fahrten größtenteils nach Marktredwitz durchgebunden sind. Dafür war es notwendig, den seit Ende des Zweiten Weltkriegs nicht befahrenen grenzüberschreitenden Abschnitt Selb-Plößberg–Aš wieder instand zu setzen.
| Liniennummer (ab 13. Dezember 2020) | Liniennummer (bis 12. Dezember 2020) | Zuglauf                                                  | Takt (min.)                        |
| ----------------------------------- | ------------------------------------ | -------------------------------------------------------- | ---------------------------------- |
| RB 23                               | OPB 1                                | Marktredwitz – Weiden (Oberpf) – Schwandorf – Regensburg | 60                                 |
| RB 27                               | OPB3                                 | Schwandorf – Cham (Oberpf) – Furth im Wald               | 60                                 |
| RB 27                               | OPB3                                 | Furth im Wald – Domažlice                                | 2 Zugpaare                         |
| RB 28                               | OPB 4                                | Cham (Oberpf) – Bad Kötzing – Lam                        | ohne durchgehenden Takt, teils 120 |
| RB 29                               | OPB 5                                | Cham (Oberpf) – Waldmünchen                              | 120                                |

| Ehemaligen Linie | Ehemaligen Linie                                   |
| ---------------- | -------------------------------------------------- |
| RB 95            | Marktredwitz – Cheb – Aš – Selb-Plößberg – Hof Hbf |

Hinzu kommen einzelne Expressleistungen (seit 13. Dezember 2020 als RE 23 bezeichnet, vorher als OPX) von Regensburg Hbf nach Marktredwitz und zurück, mit Halt lediglich an den wichtigsten Stationen. Der morgendliche Zug von Schwandorf nach Marktredwitz wechselt auf die Linie OPB 2 und fährt weiter bis Hof Hbf über das tschechische Eck.
Bei der Neuausschreibung 2021 hat die Länderbahn die Verbindung Marktredwitz–Cheb–Hof allerdings verloren. Diese wird zukünftig von Agilis bedient.

## Fahrzeuge

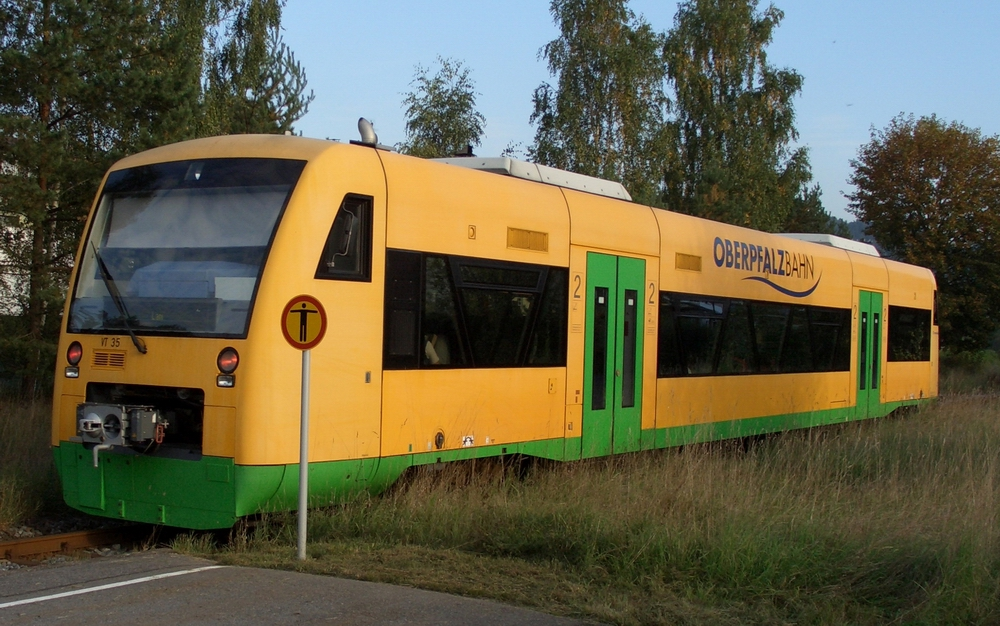
VT 35 der Oberpfalzbahn in Miltach/Oberpfalz

Für das Teilnetz Cham wurden im Jahr 2000 11 neue Fahrzeuge des Typs Stadler Regio-Shuttle RS 1 beschafft. Im Jahre 2013 kamen 2 gebrauchte RS1 von der Prignitzer Eisenbahn hinzu. Im Jahre 2014 wurden alle 13 Fahrzeuge modernisiert.

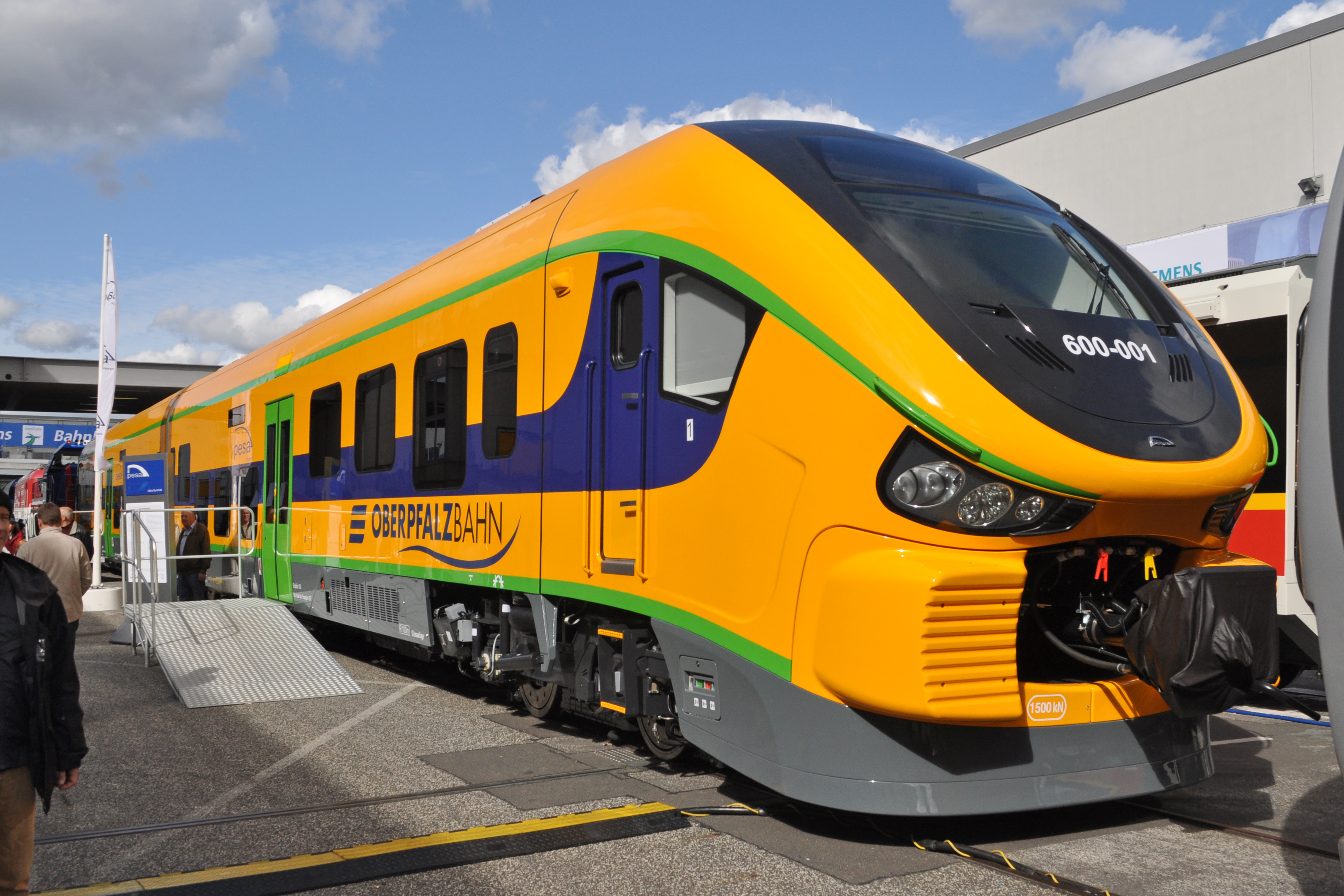
PESA LINK für die Oberpfalzbahn

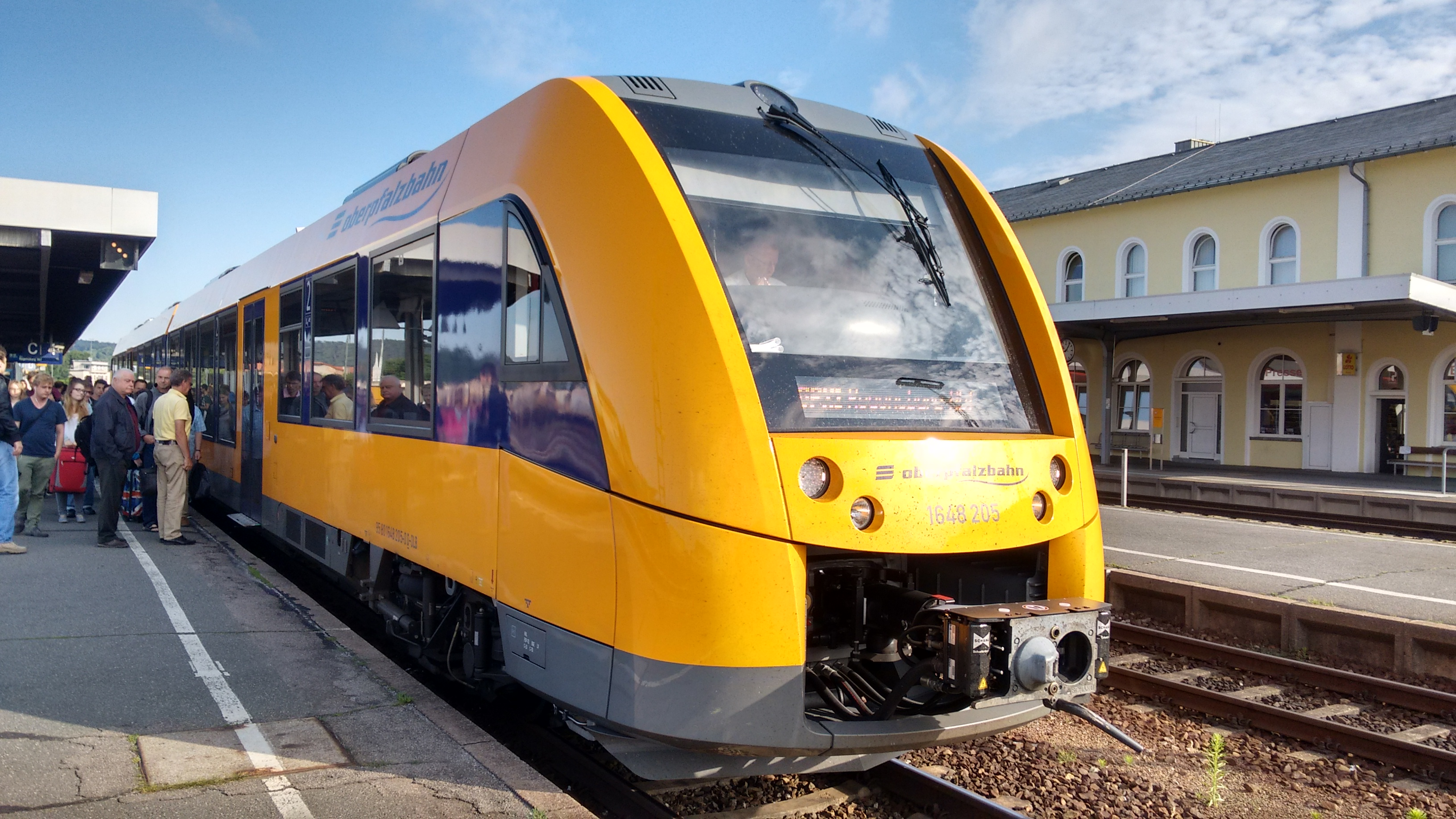
Alstom Coradia LINT 41 1648-205 in Schwandorf

Für den Betrieb auf der Strecke Regensburg – Marktredwitz – Schirnding bestellte Netinera im Dezember 2011 beim polnischen Fahrzeughersteller PESA 12 zweiteilige Dieseltriebwagen aus deren LINK-Familie. Die Züge sollten zwischen Juni und Dezember 2014 geliefert werden. Infolge von Zulassungsproblemen wurde die Bestellung der PESA-LINK-Fahrzeuge im Februar 2015 storniert.
Als Ersatz wurden im Februar 2015 LINT 41 von Alstom bestellt. Die Fahrzeuge wurden am 24. Februar 2016 zugelassen und zwischen März und Juni 2016 geliefert. In der Zwischenzeit kamen ersatzweise Triebwagen vom Typ Siemens Desiro Classic der Vogtlandbahn sowie zwei Triebzüge des Typs LINT 54 des Vlexx zum Einsatz.
| Triebzugnummer | Namensgebung            |
| -------------- | ----------------------- |
| 1648 201/701   |                         |
| 1648 202/702   | Landkreis Schwandorf    |
| 1648 203/703   | Schwandorf              |
| 1648 204/704   |                         |
| 1648 205/705   | Cheb (Eger) / Stadt Hof |
| 1648 206/706   |                         |
| 1648 207/707   | Markt Wernberg-Köblitz  |
| 1648 208/708   | Regensburg              |
| 1648 209/709   |                         |
| 1648 210/710   |                         |
| 1648 211/711   |                         |
| 1648 212/712   |                         |

## Tarif
Auf dem Streckennetz gelten die Tarife der Verkehrsgemeinschaft Landkreis Cham (VLC) sowie zwischen Schwandorf und Bodenwöhr der Deutschlandtarif und werktags ab 9 Uhr und am Wochenende das Servus-Ticket. Zwischen Regensburg und Schwandorf werden Fahrkarten des Regensburger Verkehrsverbunds anerkannt. Seit dem 1. April 2016 ist dies bis Weiden und auf der Strecke Schwandorf - Bodenwöhr der Fall.
Daneben gelten die Kurkarten der am Gästeservice-Umweltticket teilnehmenden Gemeinden sowie weiterer Gemeinden, die mit dem VLC einen Vertrag geschlossen haben, als Fahrkarten in den Zügen der Oberpfalzbahn. Auf der Regentalbahn-Strecke Bad Kötzting–Lam gilt zusätzlich noch das Bayerwald-Ticket.
Auf den tschechischen Abschnitten (Linien OPB2 sowie OPB3) gilt der Tarif der ČD.